# 米皮

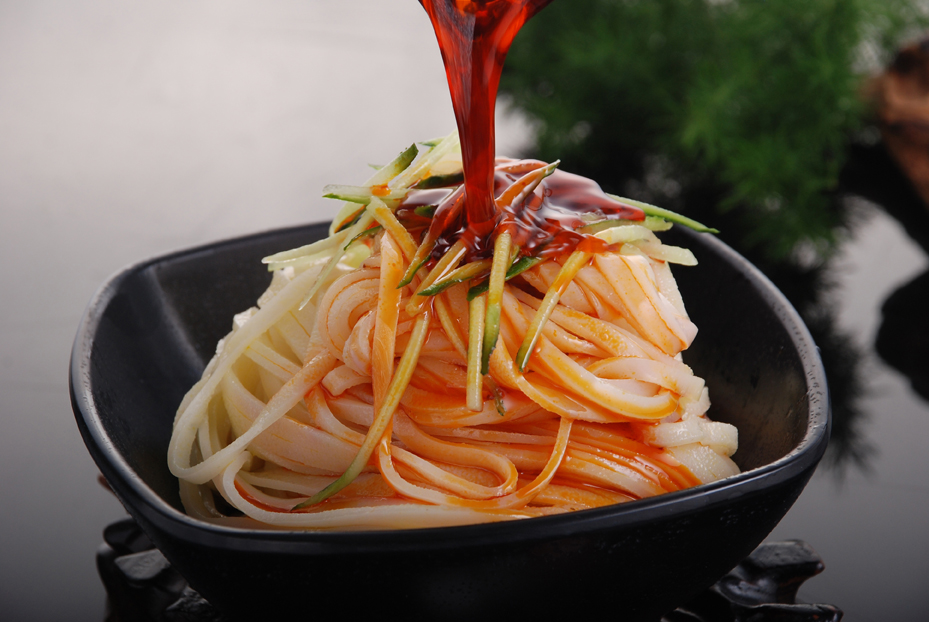
一碗秦镇米皮

米皮，是中國陝西、河南、甘肃一帶的一種特色小吃，以米浆为主要原料，通过一系列的蒸制加工而成，一般用豆芽及黄瓜丝作为菜码，调上香醋及油泼辣子，以秦镇米皮、汉中米皮、武都米皮、文县米皮最為聞名。

## 注解
1. ↑  相传源自秦渡镇（今西安市鄠邑区秦渡街道）
2. ↑   註: